# トキ亜科
トキ亜科 (学名：Threskiornithinae) は、ペリカン目の1グループであり、ヘラサギ亜科との2亜科でトキ科を構成する。日本語に於いて鳥類の「トキ」という場合、狭義にはNipponia nippon 一種を指すが、広義にはこのグループに属する鳥全体を指している。
かつてはコウノトリ目に分類されてきたが、近年の研究によりペリカン目へ移された。

## 分布
北アメリカ南部・南アメリカ・アフリカ・南ヨーロッパ・アジア・オーストラリアなどの熱帯から温帯域の湿地・湖・平原・サバンナに、12属20数種が生息。

## 概要
基本的には中型の水鳥であるが、サバンナや平原に生息するものもいる。脚と嘴が長く、特にその細長く下に湾曲した嘴はこのグループ共通の特徴となっている。この嘴は触覚が発達しており、湿地に生息する者は水中・泥中にこの嘴を差し込み、嘴に触れた甲殻類などの小動物を捕食する。
ほとんどの種は社会性が強く、大きな群れを作って行動する。営巣も集団で行い、時には数万羽が崖の上・樹上に巣を作る。

## 歴史
最古の化石は新生代になったばかりの暁新世の地層から発見されている起源の古い群である。南アフリカの鮮新世の地層からは、現生のハゲトキ属とクロトキ属に属すると完全に判断できる化石が発見されており、特に後者は脚の一部だけながら現生のアフリカクロトキの物とほとんど区別できない。北アメリカの同じく鮮新世からはブロンズトキ属の化石が発見されており、更新世からは世界各地で化石が産出している。
ハワイやジャマイカなどの島嶼において非飛翔性の種が出現したことが判明しているが、現在では全て絶滅し現生種は全て飛翔性である。また、永らくドードーの一種だと考えられてきたレユニオンドードーは、骨格が発見されて詳細に調べられた結果、現在ではクロトキ属の1種とする説が主流となってきた。

## 人との関わり
古代エジプトではトキがヘビや害虫を食べる事から、疫病からの守護者として敬われていた。エジプト神話ではトキは書記と学芸の神トートの化身とされて非常に敬われ、神殿に祀られた数多くのアフリカクロトキのミイラが発見されている。エジプトのトート神とギリシア神話のヘルメース神が同一視された事からヘルメースの化身ともなり、テューポーンの出現により神々が思い思いの姿に身を変えて脱出する際にはヘルメースはトキに変身している。しかしその後キリスト教社会になると、逆に泥をあさる不浄の鳥として扱われるようになっていった。
その主な生息域が人のそれと重なることが多いことから、同様の条件にある他の鳥類の例に漏れず、絶滅の危機に瀕している種が多い。ホオアカトキはかつてはヨーロッパにも広く分布していたが現在ではモロッコとトルコにしか生存しておらず、個体数も1000羽を切ったと考えられており、非常に危険な状態である。同様に絶滅の危険が高いのは東アジア産のトキであり、中国では飼育・野生合わせて約1000羽、日本には中国産（日本産と同種）のものが約100羽いるのみである。

## 種リスト

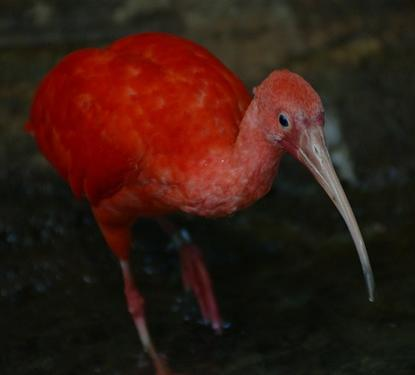
ショウジョウトキ

この仲間に含まれる種を属ごとに示す。

### シロトキ属
Eudocimus Wagler, 1832
- Eudocimus albus (Linnaeus, 1758)　： American White Ibis, シロトキ
- Eudocimus ruber (Linnaeus, 1758)　：Scarlet Ibis, ショウジョウトキ

### サカツラトキ属
Phimosus Wagler, 1832
- Phimosus infuscatus (Lichtenstein, 1823)　：Whispering Ibis, サカツラトキ

### ブロンズトキ属
Plegadis Kaup, 1829

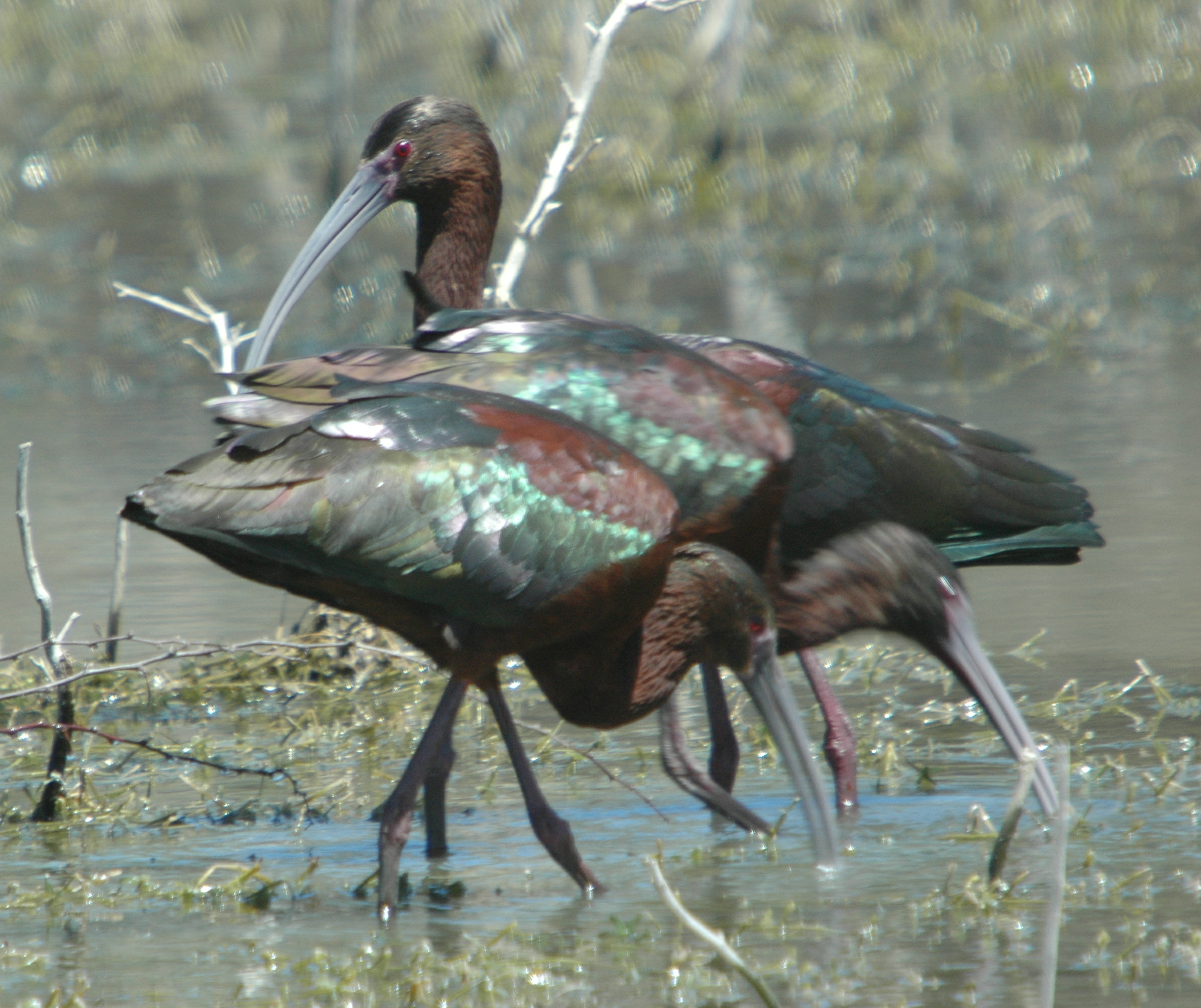
カオジロブロンズトキ

- Plegadis falcinellus (Linnaeus, 1766)　：Glossy Ibis, ブロンズトキ
- Plegadis chihi (Vieillot, 1817)　：White-faced Ibis, カオジロブロンズトキ
- Plegadis ridgwayi (Allen, 1876)　：Puna Ibis, アンデストキ

### キバシトキ属
Cercibis Wagler, 1832
- Cercibis oxycerca (Spix, 1825)　：Sharp-tailed Ibis, オナガトキ

### カオグロトキ属
Theristicus Wagler, 1832
- Theristicus caerulescens (Vieillot, 1817)　：Plumbeous Ibis, ハイイロトキ
- Theristicus caudatus (Boddaert, 1783)　：Buff-necked Ibis, クロハラトキ
- Theristicus branickii Berlepsch & Stolzmann, 1894　：Andean Ibis, アンデスカオグロトキ
- Theristicus melanopis (Gmelin, 1789)　：Black-faced Ibis, カオグロトキ

### アオアシトキ属
Mesembrinibis Peters, 1930
- Mesembrinibis cayennensis (Gmelin, 1789)　：Green Ibis, アオアシトキ

### イボトキ属

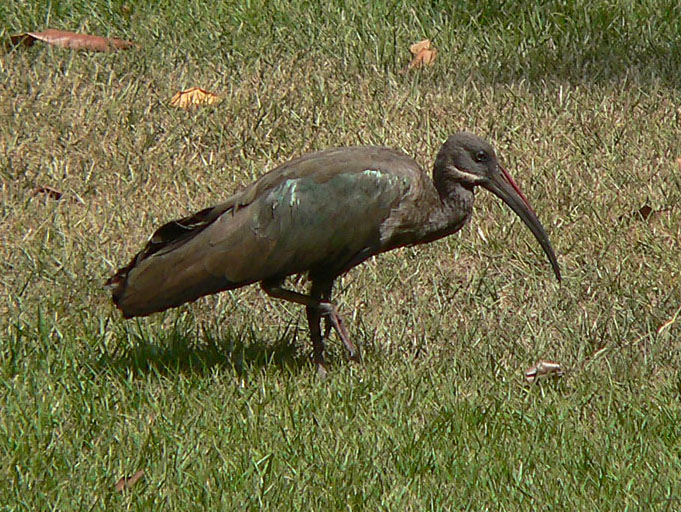
ハダダトキ

Bostrychia Reichenbach, 1853
- Bostrychia hagedash (Latham, 1790)　：Hadada Ibis, ハダダトキ
- Bostrychia carunculata (Ruppell, 1837)　：Wattled Ibis, イボトキ
- Bostrychia olivacea (Du Bus de  Gisignies, 1838)　：Olive Ibis, テリハトキ
- Bostrychia rara (Rothchild et al, 1897)　：Spot-breasted Ibis, ムナフトキ

### ハゲトキ属
Geronticus Wagler, 1832
- Geronticus eremita (Linnaeus, 1758)　：Northern Bald Ibis, ホオアカトキ
- Geronticus calvus (Boddaert, 1783)　：Southern Bald Ibis, ハゲトキ

### マダガスカルトキ属
Lophotibis Reichenbach, 1853
- Lophotibis cristata (Boddaert, 1783)　：White-winged Ibis, マダガスカルトキ

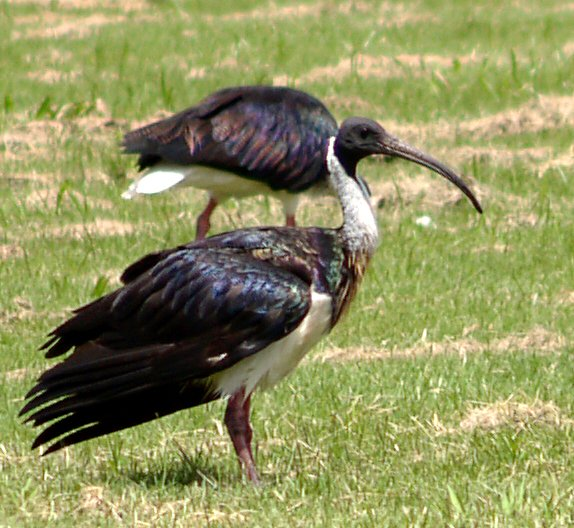
ムギワラトキ

### クロトキ属
Threskiornis Gray, 1842
- Threskiornis aethiopicus (Latham, 1790)　：Sacred Ibis, アフリカクロトキ
- Threskiornis melanocephalus (Latham, 1790)　：Black-headed Ibis, クロトキ
- Threskiornis molucca (Cuvier, 1829)　：Australian White Ibis, オーストラリアクロトキ
- Threskiornis spinicollis (Jameson, 1835)　：Straw-necked Ibis, ムギワラトキ

### アカアシトキ属

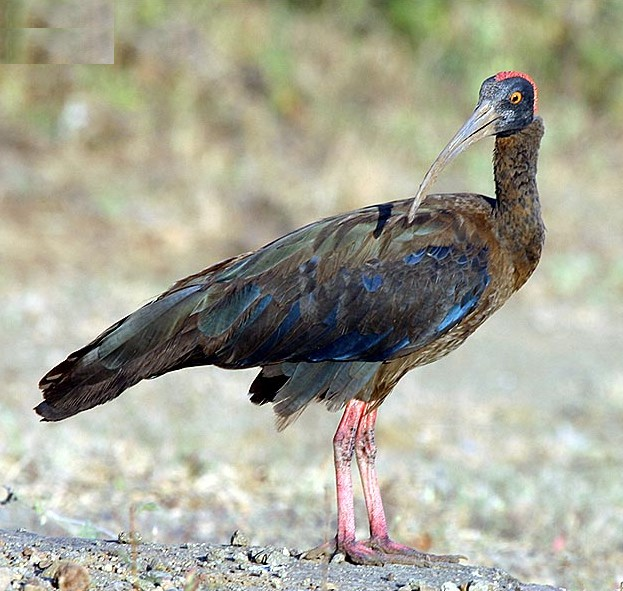
アカアシトキ

Pseudibis Hodgson in J.E. Gray, 1844
- Pseudibis papillosa (Temminck, 1824)　：Black Ibis, アカアシトキ
- Pseudibis davisoni Hume, 1875　：White-shouldered Ibis, カタジロトキ
- Pseudibis gigantea (Oustalet, 1877)　：Giant Ibis, オニアカアシトキ

### トキ属
Nipponia Reichenbach, 1853
- Nipponia nippon (Temminck, 1835)　：Japanese Crested Ibis, トキ

## ギャラリー

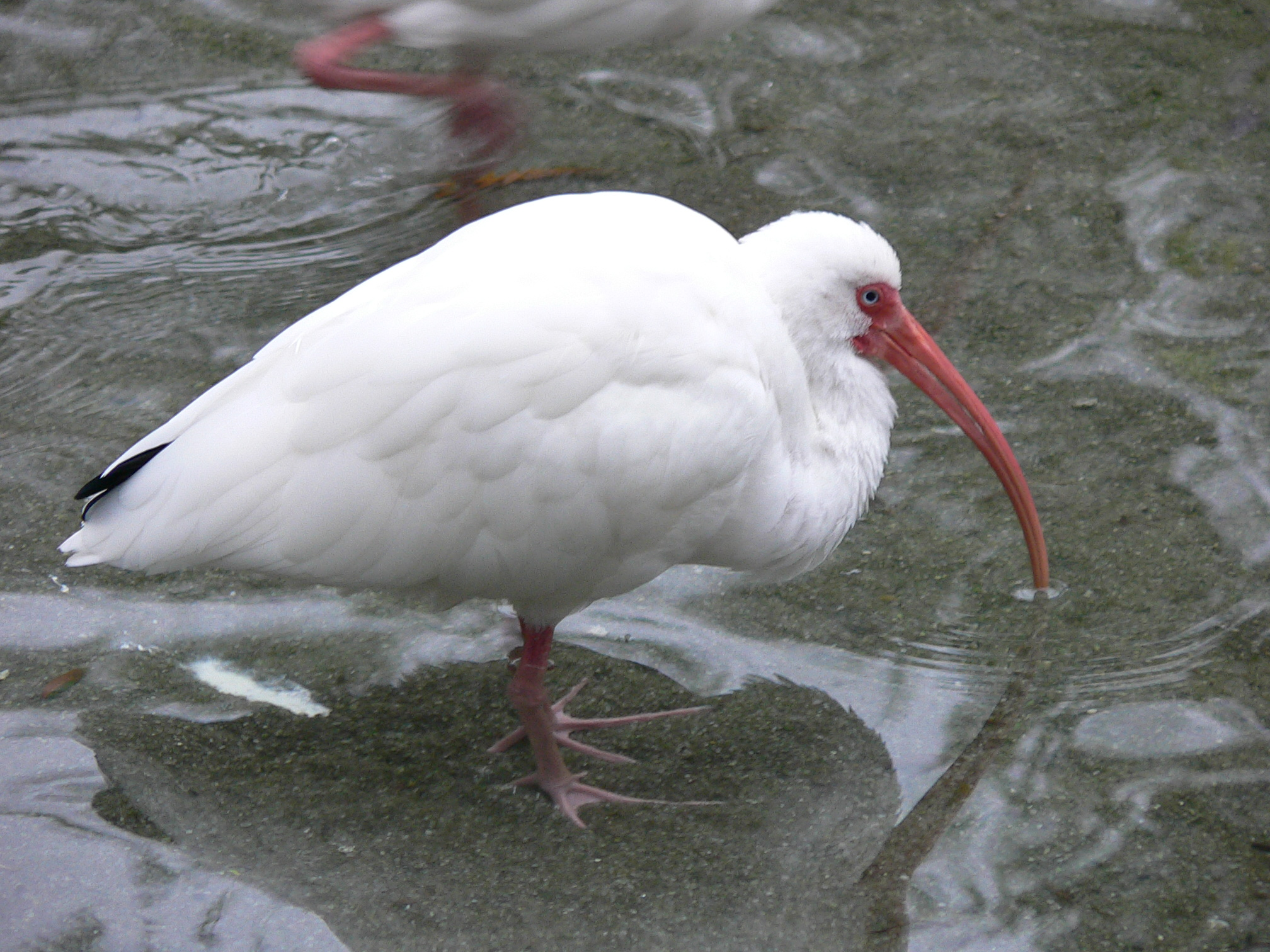
シロトキ
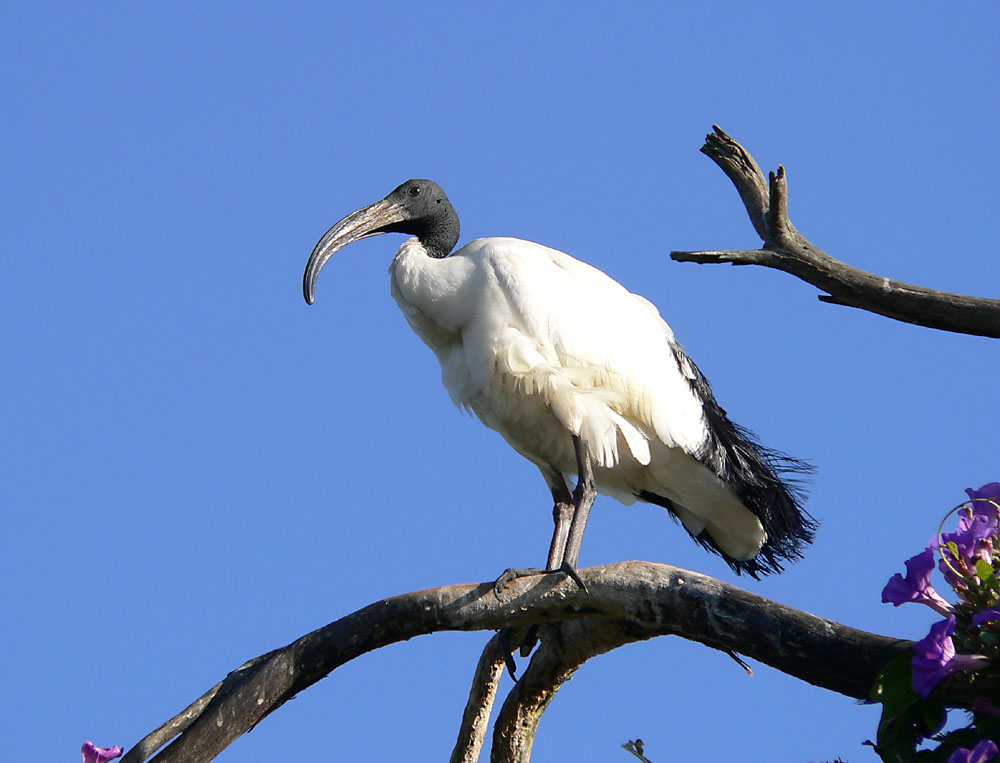
アフリカクロトキ
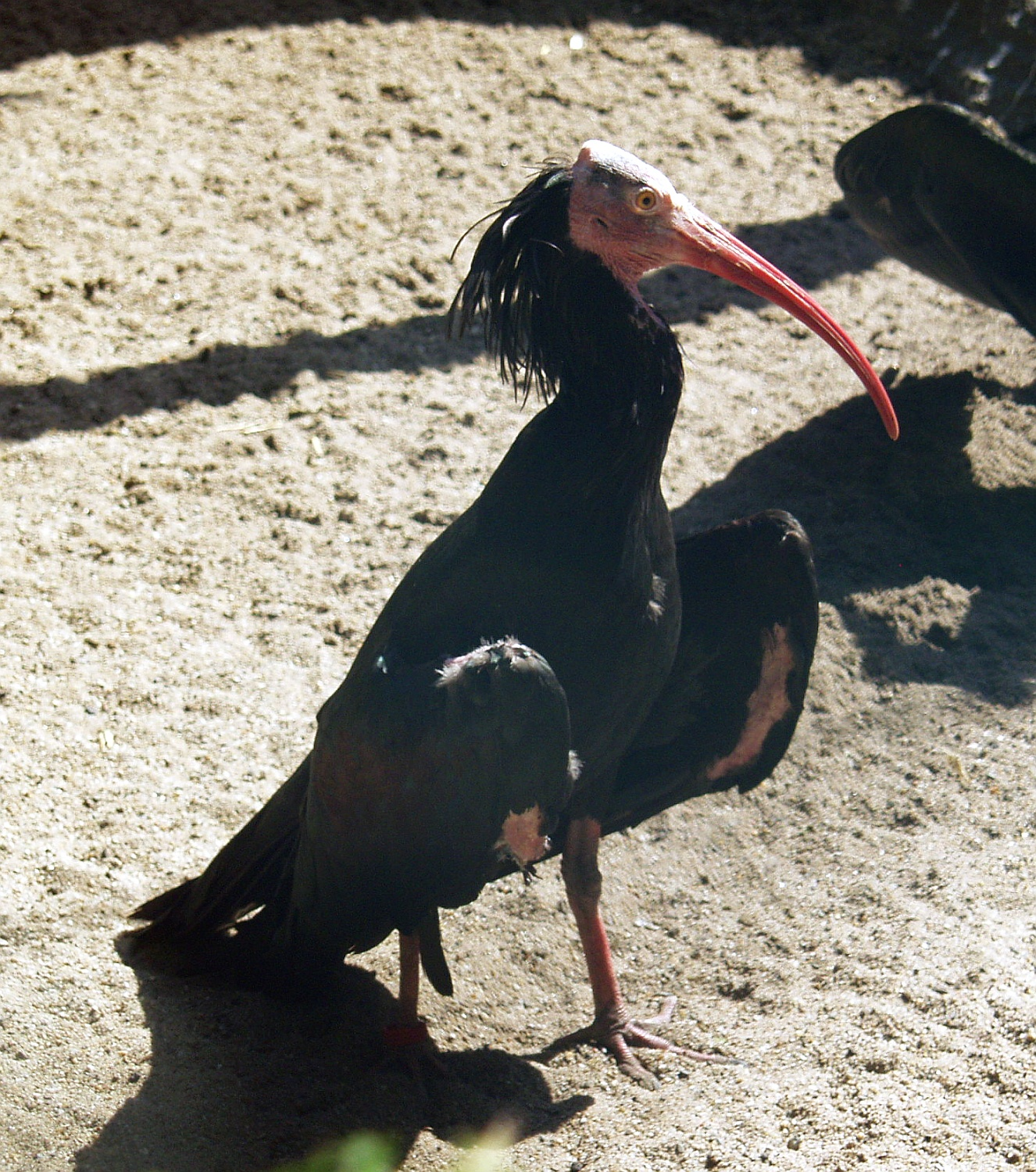
ホオアカトキ
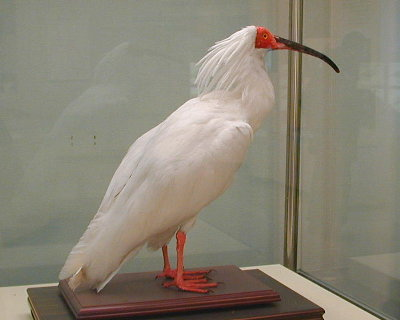
トキ